# Фридерикс, Жан Парфе
Жан-Парфе Фридерикс (фр. Jean-Parfait Friederichs; 1773—1813) — французский военный деятель, дивизионный генерал (1812 год), барон (1809 год), участник революционных и наполеоновских войн. Имя генерала выбито на Триумфальной арке в Париже.

## Биография
Родился в семье торговца Жакоба Жозефа Фридерикса (фр. Jacob Joseph Friederichs) и его супруги Франсуазы Дешам (фр. Françoise Deschamps). 10 декабря 1789 года, мальчишкой, записался в пехотный полк Монсеньора (с 1 января 1791 года — 75-й полк). 1 ноября 1791 года вышел в отставку.
Революция позволила ему совершить недоступный прежде карьерный взлёт. 22 июля 1792 года вернулся к службе и был избран капитаном 1-го национального федеративного батальона. Служил в Северной, затем Западной армиях. 28 мая 1793 года был назначен вторым командиром 14-го батальона, сформированного в Орлеане. 6 июля 1793 года стал командиром данного батальона. Однако, 29 мая 1796 года, в 22 года, Фридерикс вышел в отставку.
Уже в 1799 году Фридерикс передумал, снова вернулся на службу, и с 20 июля командовал 1-м вспомогательным батальоном Жиронды, вошедшего 20 февраля 1800 года в состав 17-й линейной полубригады. 16 июля 1800 года переведён в 49-ю линейную полубригаду. 26 сентября 1800 года возглавил 1-й батальон 21-й линейной полубригады. Он служил в Рейнской и Батавской армиях. 18 декабря 1800 года был ранен пулей в правое бедро и взят в плен в сражении при Лауффене. 25 марта 1801 года освобождён, и утвержден в чине командира батальона указом Первого консула от 28 февраля 1802 года. 7 декабря 1803 года назначен командиром батальона 36-го полка линейной пехоты, который был частью 1-й пехотной дивизии Сент-Илера в лагере Сент-Омер Армии Берегов Океана.
30 августа 1805 года был назначен командиром батальона в полк пеших гренадер Императорской гвардии. 1 мая 1806 года произведён в майоры гвардии, и стал командиром нового полка велитов-гренадер гвардии. Полковник 2-го полка фузилеров гвардии с 1 января 1807 года. 8 марта 1807 года вернулся во Францию со знамёнами, захваченными в битве при Эйлау. В феврале 1808 года был командирован в Испанию, и участвовал в подавлении мятежа в Мадриде 2 мая. Отозванный в 1809 году для время очередной войны против Австрии, 1 июня возглавил 2-й полк фузилеров-гренадер. Был произведён 2 июля 1809 года в бригадные генералы и возглавил 1-ю бригаду 1-й пехотной дивизии Леграна 4-го корпуса. Сражался при Ваграме и Цнайме. 23 июля 1810 года дивизия была расформирована, и Фридерикс стал комендантом Дюнкерка.
11 сентября 1810 года присоединился к дивизии Фриана. 13 февраля 1811 года стал командиром 2-й бригады 4-й пехотной дивизии Дессе. С 1 апреля 1812 года в составе 1-го корпуса Даву. Участвовал в Русской кампании 1812 года. 24 июня дивизия перешла р. Неман у Понемуня (в р-не Ковно). Дивизия участвовала в сражении под Салтановкой. При штурме предместий Смоленска 17 августа её части оставались в резерве корпуса. 6 сентября части дивизии переправилась на правый берег р. Колочь к д. Шевардино и в 5 часов утра 7 сентября заняли позицию позади 5-й пехотной дивизии, примыкая правым флангом к Утицкому лесу, а левым — к Шевардинскому редуту. В 6 часов утра 8 батальонов дивизии выступили к Семёновским флешам. 85-й и 108-й линейные полки отразили атаку русской 2-й кирасирской дивизии. В ходе Бородинского сражения был тяжело ранен Дессе и Жан-Парфе заменил его в качестве командира дивизии. 23 сентября 1812 года произведён Наполеоном в дивизионные генералы. В 14 часов по приказу маршала Нея дивизия выдвинулась вперед по опушке Утицкого леса, примыкая правым флангом к частям 8-го армейского корпуса. С 14 сентября дивизия располагалась у западной окраины Москвы, с 19 сентября — в самом городе. 22 сентября она была выслана в составе временного обсервационного корпуса маршала Бессьера на поиски российской армии к югу от Москвы. Выступив по Тульской дороге, дивизия перешла на Старую Калужскую дорогу и 27 сентября остановилась в Горках (на р. Пахра). Во время Тарутинского сражения дивизия располагалась в районе д. Вороново (на Старой Калужской дороге) и 19 октября соединилась там с группировкой Мюрата, отступившей от Винково через село Спас-Купля. 21 октября она вновь присоединилась к 1-му армейскому корпусу на дороге из Москвы в Фоминское. При отступлении от Малоярославца к Смоленску дивизия сражалась под Вязьмой, где 85-й линейный полк произвел смелую, но безуспешную атаку против русской артиллерии. 17 ноября под Красным дивизия, следовавшая в арьергарде корпуса Даву, была атакована отрядом генерал-майора Розена, преградившим ей прямой путь на Оршу. 33-й легкий полк, шедший в хвосте дивизии, свернулся в каре, но под конец почти весь был изрублен (оставшиеся в живых сдались в плен). 85-й и 108-й линейные полки с тяжелыми потерями отступили в лес к северу от дороги, а затем окольным путем обошли русский заслон. Остатки дивизии 27 ноября переправились через Березину, а 12 декабря перешли Неман при Ковно. В феврале 1813 года дивизия расформирована.
16 февраля 1813 года генерал Фридерикс присоединился к 2-му Рейнскому наблюдательному корпусу и 12 марта получил под своё командование 22-ю пехотную дивизию в 6-м корпусе маршала Мармона. 5 апреля был ранен в сражении при Мёккерне. Самоотверженно сражался в битве при Лейпциге, где был тяжело ранен 18 октября ядром в левое бедро, которое пришлось ампутировать. Умер через два дня в госпитале Лейпцига.
По свидетельству известного мемуариста, участника событий барона Марбо, Фридерикс «был прекрасным и очень храбрым офицером, который добавил к этим выдающимся качествам то преимущество, что он был самым красивым человеком во всей французской армии». Другой мемуарист, Шарль Гриуа, сам много лет прослуживший в гвардии, также называет Фридерикса «одним из самых красивых мужчин в армии». К сожалению, на сегодняшний день мы не располагаем сохранившимся и оцифрованным портретом Фридерикса, для того чтобы судить о том, кого в армии, где служило достаточно много молодых и красивых людей, современники считали самым красивым.

## Воинские звания
- Солдат (10 декабря 1789 года);
- Капитан (22 июля 1792 года);
- Командир батальона (6 июля 1793 года);
- Командир батальона гвардии (30 августа 1805 года);
- Майор гвардии (1 мая 1806 года);
- Полковник гвардии (1 января 1807 года);
- Бригадный генерал (2 июля 1809 года);
- Дивизионный генерал (23 сентября 1812 года).

## Титулы
- Барон Фридерикс и Империи (фр. baron Friederichs et de l'Empire; декрет от 19 марта 1808 года, патент подтверждён 2 февраля 1809 года в Париже)[4][5].

## Награды
Легионер ордена Почётного легиона (14 июня 1804 года)
 Офицер ордена Почётного легиона (14 марта 1806 года)
 Командан ордена Почётного легиона (5 июня 1809 года)